# Aram Vardanyan
Aram Vardanian (in armeno Արամ Սիմոնի Վարդանյան?; Tashkent, 11 novembre 1995) è un lottatore uzbeko, specializzato nella lotta greco-romana. Vincitore della medaglia d'argento ai mondiali di Nur-Sultan 2019 nei 72 kg.

## Biografia
È cugino di Eduard Vartanyan, lottatore di arti marziali miste.
Ha cominciato a praticare la lotta all'età di dieci anni, allenato dallo zio, anche lui lottatore.
Ha guadagnato il bronzo continentale ai campionati asiatici di Bangkok 2016 e Bişkek 2018 rispettivamente nei 66 e 72 kg.
Ai mondiali di Nur-Sultan 2019 si è laureato vice-campione iridato nella categoria fino a 72 kg, perdendo la finale contro il russo Abujazid Mancigov. 
Ha rappresentato l'Uzbekistan ai Giochi olimpici estivi di Parigi 2024, dove ha sconfitto l'egiziano Mahmoud Abdelrahman agli ottavi ed è stato eliminato ai quarti dal tabellone principale del torneo dei 77 kg dal giapponese Nao Kusaka, poi risultato vincitore della competizione; ai ripescaggi ha battuto l'algerino Abdelkrim Ouakali in semifinale ed è stato sconfitto dall'armeno Malkhas Amoyan nella finale per il bronzo.

## Palmarès
- Mondiali

Nur-Sultan 2019: argento nei 72 kg.
- Campionati asiatici

Bangkok 2016: bronzo nei 66 kg.
Bişkek 2018: bronzo nei 72 kg.
- Giochi asiatici indoor e di arti marziali

Aşgabat 2017: bronzo nei 71 kg.